# Olivbröstad tyrann
Olivbröstad tyrann (Myiophobus cryptoxanthus) är en fågel i familjen tyranner inom ordningen tättingar.

## Utseende och läte
Olivbröstad tyrann är en färglös och oansenlig tyrann. Ovansidan är olivgrå och undersidan smutsvit med gul anstrykning på buken. På vingen syns ljusa vingband. Ett gult hjässband hålls ofta dolt. Lätet består av en stigande vissling som upprepas och sången är en kort och stigande drill.

## Utbredning och systematik
Fågeln förekommer i tropiska östra Ecuador och nordöstra Peru (San Martín). Den behandlas som monotypisk, det vill säga att den inte delas in i några underarter.

## Levnadssätt
Olivbröstad tyrann hittas i gräsrika gläntor med spridda buskar och små träd, aldrig inne i skog. Där håller den sig vanligen lågt ner.

## Status och hot
Arten har ett stort utbredningsområde och tros öka i antal. Internationella naturvårdsunionen IUCN listar den därför som livskraftig (LC).